# Tai Pang Wan
Tai Pang Wan (spreek uit als [Taai P'aang Waan]) is een baai in de Zuid-Chinese Zee. De eilanden Shek Ngau Chau, Kat O en Ping Chau liggen erin. Sai Kungschiereiland, Yantian en Dapengbandao grenzen aan de Tai Pang Wan.

## Geschiedenis

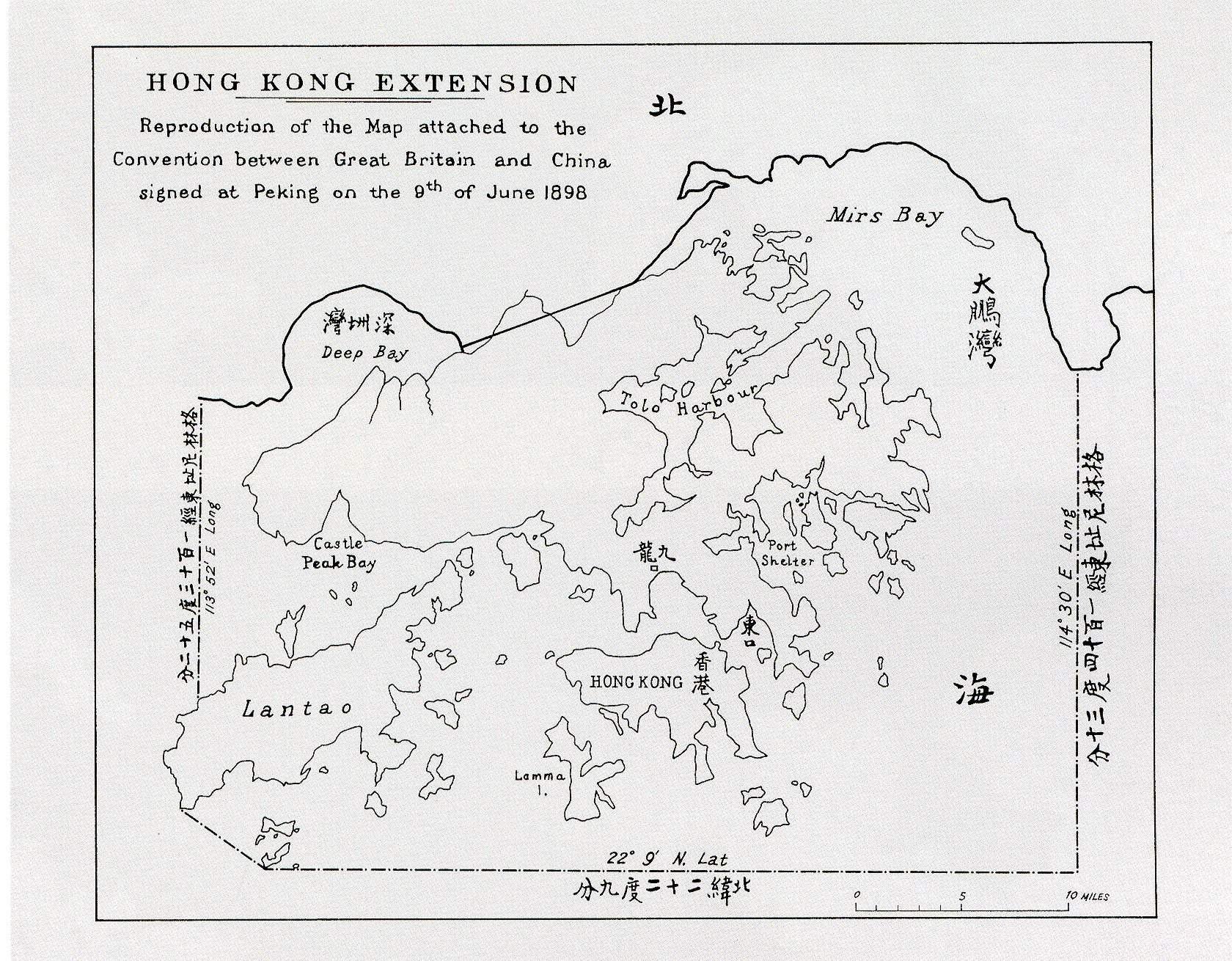
Oude kaart uit 1898 met in het noordoosten Tai Pang Wan

Aan het einde van de Ming-dynastie waren er veel piraten in deze zee. Hierop werd er door de staat versterkte zeeforten langs de kust gebouwd. Ook begon men de marine hier te stationeren, dit duurde tot het eind van de Qing-dynastie.
In 1898 werd China gedwongen het gebied New Territories in leen te geven aan Groot-Brittannië voor 99 jaar. Hierdoor kwam Tai Pang Wan in handen van de Britten. Zij veranderden de naam van deze baai in Mirs Bay/馬士灣.